# Július Bielik
Július Bielik (n. 8 martie 1962, Vyškov⁠(d), Moravia de Sud⁠(d), Cehia) este un fost fotbalist slovac.
Între 1983 și 1990, Bielik a jucat 18 meciuri pentru echipa națională a Cehoslovaciei. Bielik a jucat pentru naționala Cehoslovaciei la Campionatul Mondial din 1990.

## Statistici
| Cehoslovacia | Cehoslovacia | Cehoslovacia |
| An           | Meciuri      | Goluri       |
| ------------ | ------------ | ------------ |
| 1983         | 1            | 0            |
| 1984         | 0            | 0            |
| 1985         | 0            | 0            |
| 1986         | 0            | 0            |
| 1987         | 2            | 0            |
| 1988         | 6            | 0            |
| 1989         | 3            | 0            |
| 1990         | 6            | 0            |
| Total        | 18           | 0            |